# Volkswagen Karmann-Ghia
Volkswagen Karmann-Ghia byl sportovním vozem německé automobilky Volkswagen vyráběným ve dvou generacích jako dvoudveřové kupé nebo kabriolet. V letech 1955–1974 bylo vyrobeno 445 300 menšího typu 14 a v letech 1961–1969 42 522 většího typu 34.

## typ 14
Volkswagen Karmann-Ghia typ 14 byl postaven na podvozku a s pohonným ústrojím Brouka. 364 401 vozů bylo vyrobeno s karoserií kupé. Kabriolet se představil roku 1957.
Výrobu zajišťovala karosárna Karmann podle návrhu studia Ghia. Design částečně vycházel z vozu Chrysler d'Elegance, který je také dílem studia Ghia a jehož tvůrcem byl Luigi Segre.
Roku 1974 jej nahradilo kupé Volkswagen Scirocco odlišné koncepce založené na VW Golfu.

## typ 34
Volkswagen Karmann-Ghia typ 34 byl postaven na podvozku VW typ 3. Úspěchu menšího typu nikdy nedosáhl. Nabízen byl s motory 1,5 a 1,6 litru. Později byl na stejný objem zvětšen i motor menšího typu.
Roku 1969 byl nahrazen roadsterem Porsche 914 vyráběným firmou Karmann jako výsledek spolupráce VW a Porsche.